# Lamberto II di Spoleto
Lamberto II di Spoleto (880 circa – Spinetta Marengo, 15 ottobre 898) è stato imperatore dei Romani e re d'Italia (891-898).

## Biografia
Figlio di Guido II di Spoleto e di Ageltrude, venne associato giovanissimo al trono dal padre, incoronato imperatore nell'891 da papa Stefano V. Dopo la morte del papa in quello stesso anno, il suo successore, papa Formoso, fu costretto ad incoronare Lamberto re di Italia. Il papa chiese tuttavia l'intervento di Arnolfo di Carinzia, che scese in Italia settentrionale.
Alla morte del padre nel novembre 894, Berengario del Friuli, l'antico rivale di suo padre, tentò di occupare Pavia, la capitale del regno, ma ne fu rapidamente scacciato da Lamberto, che poteva contare sul forte sostegno di sua madre e dei vassalli di suo padre, a lui ancora fedeli.
Lamberto si recò a Roma per farsi riconoscere la corona imperiale da papa Formoso che, tergiversando in attesa di Arnolfo, venne imprigionato in Castel Sant'Angelo. Il papa venne liberato nell'896 da Arnolfo e lo incoronò imperatore. Papa Formoso morì tuttavia poco dopo, mentre Arnolfo venne colpito da ictus e dovette abbandonare la campagna militare.
Ageltrude ottenne dal papa Stefano VI, eletto con il suo appoggio, che venisse istruito un processo contro il suo predecessore nell'897: il cadavere di papa Formoso venne dunque riesumato, sottoposto ad un macabro processo, condannato e gettato nel Tevere. L'episodio è noto nella storiografia come "il concilio del cadavere". Nell'898 il papa Giovanni IX dichiarò nulla l'incoronazione di Arnolfo e appoggiò Lamberto, che tuttavia morì poco dopo, nello stesso anno.

### La morte
Lamberto morì accidentalmente rompendosi il collo cadendo da cavallo durante una battuta di caccia a Marengo.
Secondo Liutprando di Cremona, sarebbe stato in realtà Ugo ad ucciderlo durante la battuta di caccia per vendicarsi dell'uccisione del padre Maginfredo: durante la battuta di caccia a cinghiali, il seguito del sovrano si disperse nel bosco e Ugo rimase solo con Lamberto il quale, nonostante gli screzi con il padre, aveva rivestito il figlio di numerosi benefici. Il re, stanco di attendere che il cinghiale uscisse (o tornasse) alla sua tana, si addormentò ed Ugo, nonostante i benefici ricevuti e il giuramento prestato al sovrano, decise di vendicare il padre. Ugo quindi prese un ramo e ruppe il collo a Lamberto, facendo credere che il collo si fosse spezzato per una caduta da cavallo (per questo, come precisa Liutprando, non usò la propria spada). Per molti anni si credette alla tesi dell'incidente, ma, quando ormai Berengario era il sovrano incontrastato d'Italia, Ugo ammise di averlo assassinato. Ad oggi, tuttavia, gli storici accettano la tesi della morte accidentale.
Non si conosce il luogo di sepoltura. Ci è tuttavia pervenuta, per mezzo di un codice padovano dell'XI secolo, il suo epitaffio:

L'impero di Lamberto di Spoleto, in rosa

## Ascendenza
|                      |                         |                       | Genitori        |  |  | Nonni |  |  | Bisnonni             |  |  | Trisnonni       |  |
|                      |                         |                       |                 |  |  |       |  |  | Lamberto I di Nantes |  |  | Guido di Nantes |  |
|                      |                         |                       |                 |  |  |       |  |  | Lamberto I di Nantes |  |  | Guido di Nantes |  |
|                      |                         | …                     |                 |  |  |       |  |  | Lamberto I di Nantes |  |  |                 |  |
| Guido I di Spoleto   |                         |                       |                 |  |  |       |  |  | Lamberto I di Nantes |  |  |                 |  |
|                      |                         | Adelaide di Lombardia | Pipino d'Italia |  |  |       |  |  |                      |  |  |                 |  |
|                      |                         | Adelaide di Lombardia | Pipino d'Italia |  |  |       |  |  |                      |  |  |                 |  |
|                      |                         | Adelaide di Lombardia | …               |  |  |       |  |  |                      |  |  |                 |  |
| Guido II di Spoleto  |                         | Adelaide di Lombardia |                 |  |  |       |  |  |                      |  |  |                 |  |
|                      |                         | Sicone I di Benevento | …               |  |  |       |  |  |                      |  |  |                 |  |
|                      |                         | Sicone I di Benevento | …               |  |  |       |  |  |                      |  |  |                 |  |
|                      |                         | Sicone I di Benevento | …               |  |  |       |  |  |                      |  |  |                 |  |
| Itta di Benevento    |                         | Sicone I di Benevento |                 |  |  |       |  |  |                      |  |  |                 |  |
|                      |                         | …                     | …               |  |  |       |  |  |                      |  |  |                 |  |
|                      |                         | …                     | …               |  |  |       |  |  |                      |  |  |                 |  |
|                      |                         | …                     | …               |  |  |       |  |  |                      |  |  |                 |  |
| Lamberto II          |                         | …                     |                 |  |  |       |  |  |                      |  |  |                 |  |
|                      | Radelchi I di Benevento | …                     |                 |  |  |       |  |  |                      |  |  |                 |  |
|                      | Radelchi I di Benevento | …                     |                 |  |  |       |  |  |                      |  |  |                 |  |
|                      | Radelchi I di Benevento | …                     |                 |  |  |       |  |  |                      |  |  |                 |  |
| Adelchi di Benevento | Radelchi I di Benevento |                       |                 |  |  |       |  |  |                      |  |  |                 |  |
|                      |                         | Caretrude             | …               |  |  |       |  |  |                      |  |  |                 |  |
|                      |                         | Caretrude             | …               |  |  |       |  |  |                      |  |  |                 |  |
|                      |                         | Caretrude             | …               |  |  |       |  |  |                      |  |  |                 |  |
| Ageltrude            |                         | Caretrude             |                 |  |  |       |  |  |                      |  |  |                 |  |
|                      |                         | …                     | …               |  |  |       |  |  |                      |  |  |                 |  |
|                      |                         | …                     | …               |  |  |       |  |  |                      |  |  |                 |  |
|                      |                         | …                     | …               |  |  |       |  |  |                      |  |  |                 |  |
| Adeltrude            |                         | …                     |                 |  |  |       |  |  |                      |  |  |                 |  |
|                      |                         | …                     | …               |  |  |       |  |  |                      |  |  |                 |  |
|                      |                         | …                     | …               |  |  |       |  |  |                      |  |  |                 |  |
|                      |                         | …                     | …               |  |  |       |  |  |                      |  |  |                 |  |
|                      |                         | …                     |                 |  |  |       |  |  |                      |  |  |                 |  |